# Wilkie Collins
Wilkie William Collins (Marylebone, 8 gennaio 1824 – Londra, 23 settembre 1889) è stato uno scrittore inglese, amico e collaboratore di Charles Dickens.

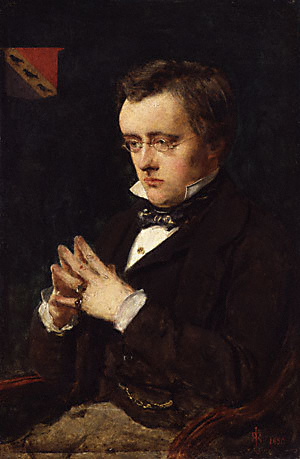
Wilkie Collins, 1850

La sua produzione letteraria, e in particolare quella fantastica, è di assoluto rilievo, ma non vi è dubbio che a tutt'oggi sia maggiormente conosciuto dal grande pubblico per i romanzi gialli La donna in bianco, La pietra di Luna, La legge e la signora e La follia dei Monkton. La pietra di Luna è, inoltre, il primo fair-play, ossia il primo romanzo in cui il lettore dispone di tutti gli indizi per risolvere il mistero, anche se Collins complica le indagini con falsi indizi.. G.K. Chesterton scrisse di Dickens e Collins: «Erano insuperabili nelle storie di fantasmi».

## Biografia
Considerato uno degli antesignani del poliziesco, Wilkie Collins nacque a Londra l'8 gennaio 1824. Il padre William, paesaggista, ha in mente per il figlio un futuro fuori dal mondo dell'arte, pertanto Wilkie all'inizio fu attivo nel commercio del tè, scoprendo però di non essere tagliato per gli affari. A quel punto decise di studiare legge al Lincoln's Inn: Nel 1835, Collins iniziò a frequentare la scuola presso l' accademia di Maida Vale. Dal 1836 al 1838 visse con i suoi genitori in Italia e in Francia, nel 1838 al 1840 frequentò il collegio privato del reverendo Cole a Highbury. Nel 1840 la famiglia si trasferì a Bayswater. Nel 1851 ottenne l'abilitazione all'avvocatura, ma tale carriera non gli diede il successo. Solo iniziando a scrivere scoprì la sua vocazione.
Il suo primo lavoro, di alcuni anni prima, fu dedicato al padre, morto nel 1847: Memoirs of the Life of William Collins, Nel 1849, Collins espose un dipinto, The Smugglers' Retreat, alla mostra estiva della Royal Academy. Scrisse altri due romanzi: Antonina, pubblicata da Richard Bentley nel 1850 e Basil nel 1852. A marzo 1851 fece la conoscenza di Charles Dickens, presentato da un amico comune, il pittore Augustus Egg e scrisse per la sua rivista, il settimanale Household Words: fu l'inizio di un rapporto di lavoro e d'amicizia durato dieci anni. Riuscì a completare gli studi legali e fu chiamato all'albo degli avvocati nel 1851. Anche se non praticò l'avvocatura, utilizzò le conoscenze giuridiche in molti dei suoi romanzi.
Nel maggio dello stesso anno, Collins recitò con Dickens nella commedia di Edward Bulwer-Lytton Not So Bad As We Seem. Tra il pubblico c'erano la regina Vittoria e il principe Alberto. Il racconto di Collins A Terribly Strange Bed, contributo alla rivista di Dickens Household Words, fu pubblicato nell'aprile 1852. Nel maggio 1852 andò in tournée con la compagnia di attori di Dickens, interpretando nuovamente Not So Bad As We Seem, ma con un ruolo più sostanziale.
Durante questo periodo Collins estese la varietà dei suoi scritti, pubblicando articoli nel giornale di George Henry Lewes The Leader, racconti e saggi per Bentley's Miscellany, nonché critiche drammatiche e il libro di viaggio Rambles Beyond Railways. La sua prima opera teatrale, The Lighthouse fu rappresentata dalla compagnia teatrale di Dickens alla Tavistock House nel 1855. La sua prima raccolta di racconti, After Dark, fu pubblicata da Smith, Elder nel febbraio 1856. Il suo romanzo A Rogue's Life fu serializzato. in Household Words nel marzo 1856. In quel periodo Collins iniziò a usare regolarmente il laudano per curare la gotta. Divenne dipendente e lottò con quel problema più avanti nella vita. 
Collins si unì allo staff di Household Words nell'ottobre 1856. Collaborò a stretto contatto con Dickens in un'opera teatrale, The Frozen Deep , rappresentata per la prima volta a Tavistock . Il romanzo di Collins The Dead Secret fu serializzato su Household Words da gennaio a giugno 1857, prima di essere pubblicato in volume da Bradbury ed Evans . L'opera teatrale di Collins The Lighthouse, con alcune integrazioni scritte da Dickens, fu rappresentata nel 1857 all'Olympic Theater. Il suo racconto, The Lazy Tour of Two Idle Apprentices, basato sul tour a piedi di Dickens e Collins nel nord dell'Inghilterra, fu serializzato su Household Words nell'ottobre 1857. Nel 1858 Collins collaborò con Dickens e altri scrittori alla storia " A House to Let". ".
The Woman in White fu serializzato in All the Year Round dal novembre 1859 all'agosto 1860 con grande successo. Il romanzo raggiunse l'ottava edizione nel novembre 1860. Il suo crescente successo come scrittore permise a Collins di dimettersi dal suo incarico con All the Year Round nel 1862 e concentrarsi sui suoi romanzi. Mentre progettava il suo prossimo romanzo, No Name . La pubblicazione in serie di No Name iniziò all'inizio del 1862 e terminò nel 1863. Collins in quel periodo aveva difficoltà a controllare la quantità di laudano che prendeva per la sua gotta continua e ne divenne dipendente. 
All'inizio del 1863 viaggiò con Caroline Graves nelle terme tedesche e in Italia per motivi di salute. Nel 1864 iniziò a lavorare al suo romanzo Armadale , viaggiando in agosto nelle Norfolk Broads e nel villaggio di Winterton-on-Sea per fare delle ricerche. Fu pubblicato a puntate su The Cornhill Magazine nel 1864-1866.
La sua opera teatrale No Thoroughfare , scritta in collaborazione con Dickens, fu pubblicata come numero natalizio del 1867 di All the Year Round e drammatizzata all'Adelphi Theatre nel West End .The Moonstone fu serializzato su All the Year Round da gennaio ad agosto 1868. Sua madre, Harriet Collins, morì in quell'anno. 
Collins ottenne il successo soprattutto con La pietra di Luna, appassionante romanzo raccontato a più voci in cui narra di un prezioso gioiello andato perso e dell'onore di una ragazza che rischia di essere macchiato. Questa e altre opere ne fanno un maestro della narrativa del mistero e non è difficile riscontrare la sua influenza in molti romanzi successivi e in moltissimi film di oggi.
Wilkie Collins morì il 23 settembre 1889 e fu sepolto al Kensal Green Cemet.

## Opere in italiano
Sono state inserite solo le opere conosciute pubblicate in italiano; per un elenco completo delle opere originali si rimanda alla consultazione della pagina Wikipedia in lingua inglese ed anche ai siti utilizzati come fonti.

### Romanzi
- Antonina ovvero La caduta di Roma (Antonina, 1850)  
 trad. Marco Bisanti, Castelvecchi, 2012
- Lo scrigno di Mr Wray ovvero la maschera e il mistero (Mr Wray's Cash-Box; or, the Mask and the Mystery, 1851)  
 trad. Emilia Carmen Cavaliere, Edizioni Croce, 2019
- Basil (Basil, 1852) 
  trad. Alessandra Tubertini, Fazi, 2002
- La donna in bianco (The Woman in White, 1859)  
 trad. Franco Invernizzi, come L'enigma delle due sorelle, Elit, 1933 
 trad. Elena Bairati e Virginia Ferretti, come La donna vestita di bianco, SAIE, 1957; Paoline, 1968 
 trad. e rid. Franco De Poli, come La ragazza vestita di bianco, Fabbri, 1968 
 trad. Fedora Dei, come La signora in bianco Mondadori, 1979; poi Newton Compton, 2015 
 trad. Giovannella Gaipa, Garzanti, 1980 
 trad. Stefano Tummolini, Fazi, 1996
- Senza nome (No Name, 1862)  
 trad. Luca Scarlini, Fazi, 1999 
 trad. Adriana Altavilla, Newton Compton, 2016
- Armadale (Armadale, 1866)  
 trad. Alessandra Tubertini, Fazi, 2001 
 trad. Daniela Paladini, Newton Compton, 2016
- Senza uscita (No Thoroughfare, 1867) (scritto con Charles Dickens)  
 trad. Marina Premoli, Nottetempo, 2003
- La pietra di Luna (The Moonstone, 1868)  
 trad. ?, come La pietra della luna, Treves, 1870-1871 
 trad. Alfredo Pitta, come Il diamante indiano, Mondadori, 1933 
 trad. Oriana Previtali, come La pietra della luna, Rizzoli, 1954 
 trad. e rid. Anna Curcio, come La pietra della luna, Radar, 1964 
 trad. Ettore Capriolo, Mondadori, 1971 
 trad. Piero Jahier e Maj-Lis Rissler Stoneman, Garzanti, 1972 
 trad. Marino Cassini, Mursia, 1972 
 trad. Cecilia Montonati, Demetra, 1996 
 trad. Martina Rinaldi, Fazi, 2000 
 trad. Franca Quasimodo, Palumbo, 2000 
 trad. Viviana Viviani, come La maledizione del diamante indiano (la pietra della luna), Nord, 2001 
 trad. Elena Costa, Faligi, 2013 
 trad. Adriana Altavilla, Newton Compton, 2016
- Uomo e donna (Man and Wife, 1870)  
 trad. Claudia Casoretti, come Marito e moglie, F.lli Treves, 1877 
 trad. Alessandra Tubertini, Fazi, 2004
- La nuova Maddalena (The New Magdalen, 1873)  
 trad. ?, Treves, 1884 
 trad. ?, Beltrami, 1891 
 trad. Serena Venditto, come Mercy Merrick - La nuova Maddalena, Homo Scrivens, 2022
- La legge e la signora (The Law and the Lady, 1875)  
 trad. Alberto Tedeschi, come Insufficienza di prove, Mondadori, 1939 
 trad. Luca Scarlini, Fazi, 2000 
 trad. Marta Lanfranco, Newton Compton, 2018
- I due destini (The Two Destinies, 1876)  
 trad. ?, Sonzogno, 1884
- Il denaro della mia signora (My Lady's Money, 1877)  
 trad. Roberta Formenti, come Enigma, Garden, 1990 
 trad. Flavia Barbera, introduzione e cura Laura Chiara Spinelli, Edizioni Croce, 2018 
 trad. ?, come Il denaro di Lady Lydiard, Landscape Books, 2018
- L'albergo stregato (The Haunted Hotel, 1879)  
 trad. Ottavio Fatica, Editori Riuniti, 1985 
 trad. Tina Honsel, come L'albergo dei fantasmi, Mondadori, 1990 
 trad. Alda Carrer, Garden, 1991 
 trad. Pietro Meneghelli, l'Unità, 2002 
 trad. Umberto Ledda, Newton Compton, 2016
- Vita di un furfante (A Rogue's Life, 1856 poi 1879)  
 trad. Vincenzo Pepe, Marlin, 2006
- Foglie cadute (The Fallen Leaves, 1879)  
 trad. Carla Vannuccini, Fazi, 2005 
 trad. Daniela Paladini, come Le foglie cadute, Newton Compton, 2018
- La figlia di Gezabele (Jezebel's Daughter, 1880, trasposizione letteraria dell'opera teatrale The Red Vial, 1858)  
 trad. Sofia Riva, Landscape Books, 2021
- La veste nera (The Black Robe, 1881)  
 trad. Andreina Lombardi Bom, Fazi, 2003
- Cuore e scienza (Heart and Science, 1883)  
 trad. Lida Cerracchini, Sonzogno, 1884
- Il cattivo genio (The Evil Genius, 1886)  
 trad. ?, Treves, 1887
- Il fiume della colpa (The Guilty River, 1886)  
 trad. Patrizia Parnisari, Fazi, 2002 
 trad. Daniela Paladini, Newton Compton, 2019
- L'eredità di Caino (The Legacy of Cain, 1889)  
 trad. Lida Cerracchini, Treves, 1890 
 trad. Guido Del Duca, Landscape Books, 2024

### Racconti
- Un letto terribilmente strano (A Terribly Strange Bed, 1852 poi The Traveller's Story of a Terribly Strange Bed in After Dark, 1856)  
 trad. Maria Elisa Colombo, come Fortunato al gioco, Principato, 1998 
 trad. Anna Carelli, Ripostes, 2024
- Il matrimonio di Gabriel (Gabriel's Marriage, 1853 poi The Nun's Story of Gabriel's Marriage in After Dark, 1856)  
 trad. Marina Mascagni, Le Lettere, 2005 
 trad. Adele Masi Lessona, come Le nozze di Gabriele, Ripostes, 2023
- La lettera rubata (A Stolen Letter, 1854 poi The Lawyer's Story of A Stolen Letter in After Dark, 1856)  
 trad. Irene Loffredo, Sellerio, 1985
- La maschera gialla (The Yellow Mask, 1855 poi in After Dark, 1856) 
 trad. ?, Treves, 1875  
 trad. Margherita Zizi, Bariletti, 1989 
 trad. M. Casini, Mursia, 1993
- Il folle Monkton (Mad Monkton, 1855 poi Brother Griffinth's Story of Mad Monkton in The Queen of Hearts, 1859) 
  trad. A. Carrer, Garden, 1990 
 trad. Mirella Billi, come Monkton il pazzo, Re Enzo, 1999 
 trad. Franco Basso, come La follia dei Monkton, Sellerio, 2001
- La donna del sogno (The Ostler, 1855 poi Brother Morgan's Story of the Dream Woman in The Queen of Hearts, 1859)  
 trad. Nicoletta Dovolich, Tranchida, 1994 
 trad. Simone Garzella, Passigli, 2005 
 trad. Pier Paolo Mura, Le Lettere, 2005 
 trad. Marta Lanfranco, Newton Compton, 2016
- La Signora di Glenwith Grange (The Lady of Glenwith Grange in After Dark, 1856)  
 trad. Massimiliano Morini, Le Lettere, 2005
- Il diario di Anne Rodway (The Diary of Anne Rodway, 1856 poi Brother Owen's Story of Anne Rodway in The Queen of Hearts, 1859)  
 trad. Marina Mascagni, Le Lettere, 2005 
 trad. Michela Marroni, Edizioni Croce, 2021
- Il segreto di famiglia (Uncle George or the Family Mystery, 1856 poi Brother Griffith's Story of the Family Secret in The Queen of Hearts, 1859)  
 trad. Marina Mascagni, Le Lettere, 2005 
 trad. Enrico De Luca, Caravaggio, 2024
- Il cottage nero (The Black Cottage, 1857 poi Brother Owen's Story of the Black Cottage in The Queen of Hearts, 1859)  
 trad. Marcello Spada, come La casina nera, Edizioni Paoline, 1956 
 trad. Franco Basso, Sellerio, 1991; Ripostes, 2019
- La mano del morto (The Dead Hand, 1857 poi The Double-Bedded Room Brother Morgan's Story of the Dead Hand in The Queen of Hearts, 1859)  
 trad. Mara Arnò, Tranchida, 1994
- La pericolosa avventura di alcuni prigionieri inglesi (con Charles Dickens) (The Perils of Certain English Prisoners, 1857)  
 trad. Valentina Dragoni, Elliot, 2019
- Testimone d'accusa (A Plot in Private Life, 1858 poi Brother Griffith's Story of a Plot in Private Life in The Queen of Hearts, 1859)  
 trad. Franco Basso, Sellerio, 1996
- Fauntleroy (Fauntleroy, 1858 poi Brother Morgan's Story of Fauntleroy in The Queen of Hearts, 1859)  
 trad. Irene Loffredo, Sellerio, 1985
- Il truffatore truffato (The Biter Bit, 1858 poi Brother Griffith's Story of the Biter Bit in The Queen of Hearts, 1859)  
 trad. Franco Basso, Sellerio, 1991 
 trad. Leslie Calise, come Il raccomandato, Polillo, 2013
- Un candeliere e una candela (Blow Up With the Brig!, 1859 poi The Ghost in the Cupboard Room in Miss or Mrs? and Other Stories in Outline, 1873)  
 trad. Bruna Gianotti, Tranchida, 1994
- Le stanze dei fantasmi (The Haunted House, 1859) (scritto con Charles Dickens, Elizabeth Gaskell, Adelaide Anne Procter, George Augustus Sala, Hesba Stretton)  
 trad. Cecilia Martini, come La casa infestata, Black Dog, 2019 
 trad. Camilla Caporicci, Valeria Mastroianni e Lorenza Ricci, come La casa sfitta, Jo March, 2013 
 trad. Stella Sacchini, Del Vecchio, 2014 
 trad. Luca Manini, come Una casa da affittare, Caravaggio, 2024
- Miss o Mrs? (Miss or Mrs?, 1873)  
 trad. Sara Grosoli, Elliot, 2024
- La signorina Jéromette e il sacerdote (Miss Jéromette and the Clergyman, 1875 poi in Little Novels, 1887)  
 trad. Marina Mascagni, Le Lettere, 2005 
 trad. Gianni Pilo, come La signorina Jéromette e il curato, in Storie di spettri, Newton Compton, 2005
- La signora Zant e il fantasma (Mrs Zant and the Ghost, 1879 poi The Ghost's Touch in Little Novels, 1887)  
 trad. Gianni Pilo, in Storie di fantasmi, Newton Compton, 1995
- Chi ha ucciso John Zebedee? (Mr Policeman and the Cook, 1881 poi Who Killed Zebedee? poi in Little Novels, 1887)  
 trad. Irene Loffredo, Sellerio, 1985 
 trad. Donatella Salviola, come Il poliziotto e la cuoca, Faligi, 2012 
 trad. Giada Riondino, RCS, 2012 
 trad. Enrico De Luca, come Il signor poliziotto e la cuoca, Alter Ego, 2024
- Il signor Medhurst e la Principessa (Mr Medhurst and the Princess, 1884 poi in Little Novels, 1887)  
 trad. Tania Puglia, Le Lettere, 2005 
 trad. Maryam Romagnoli Sacchi, Faligi, 2011

### Articoli
- La vendetta di una regina (A Queen's Revenge, in 'Household Words, 15 ago 1857; poi in My Miscellanies, 1863)  
 trad. Daniela Alderuccio, Elliot, 2023
- Il Pubblico Sconosciuto (Curiosities of Literature I. The Unknown Public, in Household Words, 21 ago 1858; poi in My Miscellanies, 1863)  
 trad. Gianluca Testani, Elliot, 2018
- Il pasto avvelenato (The Poisoned Meal in Household Words, 18 set - 2 ott 1858; poi in My Miscellanies, 1863)  
 trad. Daniela Alderuccio, Elliot, 2023
- Ritratto di uno scrittore, eseguito dal suo editore (Curiosities of Literature I. Portrait of an Author, Painted by his Publisher, in All the Year Round, 18 giu 1859; poi in My Miscellanies, 1863)  
 trad. Gianluca Testani, Elliot, 2018
- Memorie di un figlio adottivo (Memoirs of an Adopted Son, in All the Year Round, 20 apr 1861; poi in My Miscellanies, 1863)  
 trad. Daniela Alderuccio, Elliot, 2023
- Il calderone dell'olio (The Cauldron of Oil, in All the Year Round, 11 mag 1861; poi in My Miscellanies, 1863)  
 trad. Daniela Alderuccio, Elliot, 2023

### Altro
- Il pigro viaggio di due apprendisti oziosi (The Lazy Tour of Two Idle Apprentices, 1857) (scritto con Charles Dickens)  
 trad. Marina Premoli, Sellerio, 2003

### Raccolte
- Tre storie in giallo, Sellerio, 1985  
 contiene Chi ha ucciso John Zebedee?, La lettera rubata e Fauntleroy
- Il truffatore truffato, Sellerio, 1991  
 contiene Il truffatore truffato e Il cottage nero
- Racconti del terrore, Tranchida, 1994  
 contiene La donna del sogno, Un candeliere e una candela e La mano del morto
- La donna del sogno e altri racconti, Le Lettere, 2005  
 contiene Il matrimonio di Gabriel, La donna del sogno, La Signora di Glenwith Grange, Il diario di Anne Rodway, Il segreto di famiglia, La signorina Jéromette e il sacerdote e Il signor Medhurst e la Principessa
- I grandi romanzi, Newton Compton, 2016  
 contiene La donna in bianco, Senza nome, Armadale, La pietra di Luna, La donna del sogno e L'albergo stregato
- Curiosità letterarie, Elliot, 2018  
 contiene Il Pubblico Sconosciuto e Ritratto di uno scrittore, eseguito dal suo editore
- Le nove in punto!, Toutcourt, 2019, contiene Le nove in punto!, Il piatto avvelenato, Il calderone d'olio, Gli occhiali del diavolo
- The black cottage, Toutcourt, 2020, contiene Il cottage nero, La culla fatale, Memorie di un figlio adottivo, La confessione del primo ufficiale
- Salvatemi dagli amici, Elliot, 2022  
 contiene gli articoli Una petizione ai romanzieri (A Petition to the Novel-Writers, 1856), Salvatemi dagli amici (Save Me From My Friends, 1858) e Dateci spazio! (Give Us Room!, 1858)
- True Crime, Elliot, 2023  
 contiene La vendetta di una regina, Il calderone dell'olio, Memorie di un figlio adottivo e Il pasto avvelenato

## Film tratti dalle opere di Collins

### Cinema
- The New Magdalene, regia di Joseph A. Golden - cortometraggio (1910)
- The Woman in White, prodotto dalla Thanhouser Film Corporation - The Woman In White (1912)
- The Woman in White, prodotto dalla Gem Motion Picture Company - The Woman In White (1912)
- The New Magdalen, regia di Herbert Brenon (1912)
- The Dream Woman, regia di Alice Guy - romanzo The Dream-Woman (1914)
- The New Magdalen, regia di Travers Vale (1914)
- The Quest of the Sacred Jewel, regia di George Fitzmaurice - romanzo La pietra di luna (1914)
- The Moonstone, regia di Frank Hall Crane - romanzo e lavoro teatrale La pietra di luna (1915)
- Tangled Lives, regia di J. Gordon Edwards - The Woman In White (1917)
- The Woman in White, regia di Ernest C. Warde - romanzo The Woman In White (1917)
- The Twin Pawns, regia di Léonce Perret - dal lavoro teatrale (1919)
- She Loves and Lies, regia di Chester Withey - storia (1920)
- The Woman in White, regia di Herbert Wilcox - romanzo The Woman In White (1929)
- La pietra lunare (The Moonstone), regia di Reginald Barker - romanzo La pietra di luna (1934)
- Lo strangolatore (Crimes at the Dark House), regia di George King - romanzo The Woman In White (1940)
- La castellana bianca, regia di Peter Godfrey (The Woman in White) - romanzo The Woman In White (1948)
- Kvinna i vitt, regia di Arne Mattsson (1949)
- Basil, regia di Radha Bharadwaj (1998)

### Tv (parziale)
- The Moonstone episodio tv di Robert Montgomery Presents (1952)
- La pietra di Luna (serie tv RAI) di Anton Giulio Majano (1972)
- La donna in bianco, miniserie televisiva RAI, regia di Mario Morini (1980)
- The Woman in White film tv di Tim Fywell (1997)
- The Moonstone film tv di Robert Bierman (1997)

## Elenco Note
1. ↑   La pietra di luna - Wilkie Collins, su Thriller Cafe. URL consultato il 7 novembre 2016.
2. ↑  (EN)  Wilkie Collins Information Pages, su wilkie-collins.info. URL consultato il 15 dicembre 2017.
3. ↑  (EN)  What Wilkie Wrote, su web40571.clarahost.co.uk. URL consultato il 15 dicembre 2017.
4. ↑   Opac nazionale, su sbn.it. URL consultato il 15 dicembre 2017 (archiviato dall'url originale il 16 giugno 2017).